# بالون معده
بالون معده (به انگلیسی: Intragastric balloon)، یکی از روش‌های جراحی برای درمان چاقی است. در این روش یک کیسهٔ سیلیکونی و نرم (بالون معده)، از راه دهان وارد معده شده و با تزریق نرمال سالین یا هوا به داخل آن متسع می‌گردد. بالون در واقع حجمی از معده را اشغال نموده و مانع پرخوری فرد و در نتیجه کاهش وزن وی می‌شود. بعد از ۶ ماه که فرد به رژیم غذایی مناسب خود عادت کرد، بالون به روش آندوسکوپی خارج می‌گردد.

## اندیکاسیونها (کاندیدها)
- بیماران بسیار چاق که دچار عوارض چاقی مثل تنگی نفس حین خواب، دیابت و افزایش فشار خون شده‌اند.[۳]
- افراد‍ی که BMI بین ۳۰–۳۵ دارند و جراحی را قبول نمی‌کنند
- بیمارانی که مناسب انجام عمل جراحی معده و روده نمی‌باشند.
- بیمارانی که فوق‌العاده چاق‌اند و باید قبل از عمل، با گذاشتن بالون، خطرات بیهوشی و عمل را در آن‌ها کم کرد. (BMI بالاتر از ۵۰)[۴][۵]

## در چه کسانی نباید این عمل صورت گیرد؟
- افراد که قبلاً تحت عمل جراحی معده قرار گرفته‌اند
- افراد که به الکل یا دارو اعتیاد دارند
- افراد که زخم معده یا اثنی عشر یا بیماری التهابی روده دارند
- افراد که مدت زمان زیادی است که داروی ضد انعقاد خون مصرف می‌کنند
- افراد که سیروز کبدی دارند
- افراد که نارسایی مزمن کلیه دارند
- افراد که حامله می‌باشند
- راه جایگزین برای افرادی که نمی‌توانند از بالن معده سود ببرند، استفاده از بوتاکس معده می‌باشد. در این روش دیگر نیازی به قرار دادن بالون آب و هوا نبوده و صرفاً به برخی نقاط معده بوتاکس از طریق آندوسکوپی تزریق می‌شود.

## انواع بالون

### endball (بالون مخلوط مایع هوا)
با قابلیت ماندگاری تا ۹ ماه و قابلیت پر شدن هم‌زمان با مخلوط مایع و هوا بوده که سبب کاهش عوارض ابتدایی شامل تهوع و استفراغ و درد می‌گردد در نتیجه تحمل آن برای بیمار راحت‌تر می‌شود.

### spatz
با قابلیت ماندگاری تا ۱سال که از مزایای این نوع بالون تنظیم آن از طریق آندوسکوپی بوده که به پزشک اجازه می‌دهد ابتدا بالون را با حجم کمتری از مایع پر نماید و در طول ۱ سال بر اساس اشتهای بیمار حجم آن را از طریق آندوسکوپی کم و زیاد نماید به همین دلیل عوارض ابتدایی شامل تهوع و درد به حداقل می‌رسد و در ضمن بیمار می‌تواند در هر زمان که احساس نمود معده‌اش به حجم قبلی بالون عادت نموده نسبت به افزایش حجم آن از طریق آندوسکوپی اقدام نماید.

### بالون با قابلیت تنظیم از طریق پورت
این نوع بالون‌ها از هوا پر می‌شوند، از طریق آندوسکوپی وارد معده شده و از طریق یک پورت زیر پوستی قابلیت افزایش و کاهش حجم دارند. تهوع، استفراغ و درد ندارند و با توجه به ماندگاری طولانی امکان کاهش وزن بیشتری را می‌دهند. پزشک می‌تواند بر اساس تحمل و اشتهای بیمار، از روی پوست حجم بالون را کم یا زیاد نماید.

## تفاوت بالن مایع و بالون هوا
در بالن هوا به دلیل سبکی، علایم اولیه شامل درد و تهوع بسیار خفیف تر است. منتها از لحاظ میزان کاهش وزن چه بسا ممکن است در بالن مایع به دلیل سنگینی بیشتر بالن، احساس کاهش اشتها و در نهایت کاهش وزن بیشتر هم باشد.

## اقدامات قبل از عمل
- آزمایش خون شامل: نمایش گلبول‌های خون، قند خون، تست انگل، سدیم و پتاسیم خون، کراتینین سرم، تست‌های انعقادی، آلبومین، کلسترول و تری‌گلیسیرید خون.
- تست‌های قلبی شامل: نوار قلب، عکس رادیو گرافیک از قفسه سینه، تست‌های ریه در بیماران مبتلا به بیماری‌های ریوی و سونوگرافی از شکم.
- تست‌ها روان‌شناسی
- آندوسکوپی مری، معده و دوازدهه و بررسی میکروب H پیلوری[۱۴]

## نحوه گذاشتن بالون
1. بیمار را در وضعیت خوابیده به پشت قرار می‌دهیم.
2. متخصص بیهوشی به بیمار داروهای آرام بخش و بی‌حسی موضعی تزریق نموده و قلب و ریه بیمار را با دستگاه کنترل می‌کند، معمولاً نیاز به بیهوشی عمومی نیست.
3. از طریق آندوسکوپی، بالون روی هم خوابیده را داخل معده قرار می‌دهیم.
4. از طریق لولهٔ وصل شده به بالون مقدار ۴۰۰ تا ۷۰۰ (متوسط ۵۰۰ سی‌سی)، سرم نرمال سالین و ۱۰cc مادهٔ رنگی متیلن بلو تزریق می‌کنیم تا بالون متسع شود.
5. لولهٔ متصل به بالون را درمی‌آوریم تا بالون داخل معده بماند.
6. با آندوسکوپ محل بالون را در داخل معده مجدداً چک می‌کنیم.
7. ۲ ساعت بعد بیمار با دستورهای غذایی مرخص می‌شود[۱۵]

## عوارض بعد از عمل
تا چند روز باعث تهوع و استفراغ و احساس سنگینی در سر دل و گاهی باعث دردهای روده‌ای در شکم و پشت و گاهی ریفلاکس و نفخ می‌شود که همگی به راحتی قابل کنترل هستند.
- تخلیهٔ خود به خودی بالون در ۱ تا ۲ درصد موارد
- زخم فشاری در معده در ۱ درصد موارد
- انسداد در سیستم گوارشی پس از تخلیهٔ خود به خودی در صورتی که به موقع از طریق آندوسکوپ خارج نشود در ۱ تا ۲ درصد موارد.
- پارگی معده در ۰۵/. درصد موارد

تا چند روز باعث تهوع و استفراغ و احساس سنگینی در سر دل و گاهی باعث دردهای روده‌ای در شکم و پشت و گاهی ریفلاکس و ترش کردن و نفخ می‌شود که همگی به راحتی قابل کنترل هستند.

## مراقبت‌های بعد از عمل

### وضعیت قرار گرفتن در هنگام خواب و استراحت
حتماً به شانه چپ بخوابید و از خوابیدن در حالت طاق باز، به شانه راست یا در حالت دمر پرهیز کنید.
سر خود را در هنگام خوابیدن به شانه چپ باید به مقدار کمی بالاتر از سطح بدن نگه دارید تا احساس راحتی بیشتری داشته باشید.

### شیوه تغذیه
در طول ماه اول از غذاهای سبک استفاده کنید.
آرام غذا میل کنید، هنگام میل کردن غذای جامد، استفاده از لقمه‌های کوچک و جویدن کامل لقمه ضروری است.
در طول غذا مایعات ننوشید ولی در طول روز تقریباً ۱۰ لیوان آب مصرف کنید. همیشه یک ساعت بین غذا و نوشیدنی فاصله بگذارید.
از مایعات گازدار پرهیز نمایید.
از نوشیدن مشروبات الکلی، قهوه، نوشیدنی‌های شکلاتی، آبمیوه مصنوعی، نوشابه‌ها و حتی نوع رژیمی آن بپرهیزید.
وعده‌های غذایی را به سه وعده اصلی تقسیم کنید. بین وعده‌های غذایی چیزی نخورید.
روزی یکبار گوشت، ماهی یا مرغ (بدون استخوان) مصرف نمایید.
سبزیجات و میوه در تمام وعده‌ها مصرف شده و بر اساس فصل تا حد امکان از انواع متنوع آن استفاده نمایید.
بعد از میل نمودن غذا دراز نکشید.
از مصرف غذاهای چرب مثل ماکارونی، پیتزا، سوسیس، کالباس، شیرینی‌جات به خصوص شیرینی‌های خامه‌ای و تر، شکلات، بستنی، گوشت‌های پر چرب و سس مایونز پرهیز نمایید.
از شیرین‌کننده‌های رژیمی مثل کاندرل جهت شیرین کردن مایعات استفاده کنید.
گوشت سفید (سینه مرغ یا ماهی) فیله شده یا آب‌پز ترجیح داده می‌شود.
از لبنیات کم چرب استفاده شود. از نان‌های رژیمی سبوس‌دار استفاده شود.
به جای آبمیوه از خود میوه (به صورت متنوع) استفاده شود.
روزانه دو عدد قرص مولتی ویتامین (تا آخر دوره) ضروری است.

## چند کیلو کاهش وزن می‌دهد؟
معمولاً اگر با رژیم غذایی همراه شود بین ۱۵ تا ۲۰ کیلوگرم وزن کم خواهد شد. گاهی اوقات با مشورت پزشک می‌توان از بوتاکس معده به جای بالون معده برای کاهش یا کنترل وزن استفاده کرد.

## تجربه استفاده‌کنندگان
بالون معده ابداً باعث لاغری نمی‌شود. بالون فقط باعث می‌شود حجم معده به شدت کم شود و در صورتی که رعایت نشود، تبدیل به یک جسم در گوشه معده گشاد شدهٔ می‌شود و تأثیری نخواهد داشت.

## جستارها وابسته
- جراحی چاقی
- گاستریک باندینگ
- اسلیو گاسترکتومی